# Paarl Post

Le Paarl Post est un journal local d'Afrique du Sud, bilingue anglais/afrikaans, publié chaque jeudi et distribué à 17 000 exemplaires, principalement sur les communes de Paarl, Wellington  et Franschhoek dans la province du Cap-Occidental. Son lectorat est estimé à 92 000 lecteurs hebdomadaires, principalement de langue afrikaans. 
Contenant de 32 à 48 pages, ce journal de format tabloid se concentre sur les informations générales, les sports, la vie sociale et les loisirs. Il contient des suppléments consacrés aux affaires et à l'immobilier. 

## Historique
Publié pour la première fois le 14 janvier 1905, le Paarl Post est le successeur de Die Afrikaanse Patriot, le premier journal en afrikaans d'Afrique du Sud. En 1995, Media24, une filiale du groupe de presse Naspers, obtenait 50 % de ses titres de propriétés. En 2002, elle en possédait 75 %. Depuis cette date, le Paarl Post est aussi l'un des titres du groupe de presse Boland Newspapers group, propriétaire de quatorze titres régionaux, et elle-même filiale de Naspers. 